# عفيف طبارة
عفيف عبد الفتاح طَبَّارة (1341- 1444هـ / 1923- 2022 م)، هو عالم مسلم لبناني، قاضٍ ومفكر أديب، وخطَّاط. له عدَّة كتب في المجال الديني، ومن أشهر مؤلفاته «روح الدين الإسلامي».

## ولادته وتحصيله
ولد عفيف طبَّارة في بيروت سنة 1341هـ/ 1923م، ونشأ في أسرة لبنانية متوسطة الحال، بمنطقة الطريق الجديدة في بيروت. درس بالكلية الشرعية حباً بطلب العلم والتدين، وقد أقام بالقسم الداخلي فيها لا يذهب إلى بيته إلا في أيام العطل، مدة 4 سنوات.
بعد التخرج خاض في معترك الحياة بسبب احتياج أسرته إليه، ولم يتسنَّ له السفر إلى الأزهر لإكمال دراسته، وظهرت عنده موهبة الخط، فنمَّاها على يد الخطاط كامل البابا، ثم بعثه الشيخ سعدي ياسين إلى صديقه الخطاط بدوي الديراني بدمشق، وأرسل معه خطابَ توصية كي يهتمَّ الأستاذ بدوي به، فذهب ومكث عنده يتعلم منه الخط العربي حتى أتقنه ومَهَر فيه. 

عفيف طبَّارة عاكفًا على كتبه وتآليفه

## شيوخه
تلقَّى علومه على أيدي كبار علماء بيروت، وبعثة الأزهرالشريف التي كانت تدرِّس في الكلية الشرعية في بيروت، ممَّن لهم معرفةٌ وافرة باللغة العربية وآدابها، وبالعلوم الشرعية. وممَّن درَّسه من المشايخ:
1. هاشم دفتر دار المدني.
2. عبد الله العلايلي العالم اللغوي.
3. حسن دمشقية شيخ القرَّاء.
4. محمد توفيق خالد مفتي الجمهورية، كان يُقرِئُهم القرآن بعد صلاة الفجر يوميًّا.
5. خالد مشنوق من علماء حماة، وكان مدرِّسًا بالكلية الشرعية ويلقي دروسًا وعظية في مسجد الإمام علي في الطريق الجديدة، وقد تأثر الأستاذ عفيف طبَّارة به، وكان من أسباب توجُّهه إلى العلم الشرعي.
6. صلاح الزعيم، كان ناظرًا في الكلية الشرعية، وهو من علماء دمشق، قال عنه الأستاذ عفيف: "إنه كان يجوبُ القرى بالدعوة، ونشر العلم، وكان كريمَ النفس يحمل معه الزكَوات، ويوزِّعها على المحتاجين". فاستفاد الأستاذ عفيف من هديه وسَمته وخُلقه وأدبه ودعوته، وقد خرج معه في إحدى جولاته على القرى في سبيل الدعوة وتعليم الناس وإرشادهم.[2]

## عمله
بعد تخرجه في الكلية الشرعية عمل مدرِّساً في مدرسة «عمر الفاروق»، التابعة لجمعية المقاصد الخيرية الإسلامية مدة 6 سنوات. عدَّ هذه المرحلةَ من حياته محنةً له؛ لأنه لم يؤلف فيها كتاباً واحدًا، فإن مهنة التدريس أمرٌ منهكٌ ومتعب. ثم عمل خطاطًا في مصلحة المساحة. ولما علم مفتي الجمهورية الشيخ محمد توفيق خالد بأنه رجلٌ حاملٌ للعلم متمكن من الشرع والخط العربي معاً، استدعاه وكلّفه تدريسَ العلوم الدينية والخط لطلاب الكلية الشرعية. وكان طبارة يَعُد الخط العربي رأسَ الفنون الإسلامية.

## نشاطاته
تولى عدة مناصب منها:
- مستشار بمحكمة الاستئناف.
- عضو بمجلس العدل والقضاء الشرعي، وبه قام بتنظيم دائرة الأوقاف الإسلامية.
- انتُخب عام 1957 نائبًا عن مدينة طرابلس بمجلس النواب اللبناني.
- انتُخب مفتيًا لشمال لبنان، وعضوًا في مجمع البحوث الإسلامية بالأزهر.

## مؤلفاته
له العديد من المؤلفات المتنوعة ما بين المخطوطات والكتب منها:
1. روح الدين الإسلامي.
2. مع الأنبياء في القرآن.
3. روح الصلاة في الإسلام.
4. الخطايا في نظر الإسلام.
5. اليهود في القرآن.
6. الحكمة النبوية.
7. تفسير روح القرآن.
8. معجم القرآن الكريم في شرح المفردات ومعاني الآيات.

وكتب الشيخ في الفلسفة والفكر الوطني والسياسي، وخطب عن أثر الاحتلال، واستبداد الحكم الاتحادي العثماني، والعروبة والقضية الفلسطينية. وفصَّل في كتبه الاجتماعية والقومية في دور المرأة، وحريتها، وإصلاح آفات المجتمع. ونظم الشعر في الوِجدانيات والوطنيات والحكمة والرثاء.

## صفاته
- وصفه تلميذُه في الكلية الشرعية ببيروت رضوان السيد بقوله: «أكاد أقول إنني لم أعرف مثلَ عفيف طبَّارة براءةً وشفافيَّةً وسماحة خُلُق. هو للمتأمِّل شديد الجاذبية، ونتذكَّر دائمًا أناقةَ ملبسه وإشراق طلعته. يسحرك هدوءُه وتسحرك ابتسامتُه، وهذا التآلفُ بين العقل والقلب والطلعة والسيرة. وقد تعرَّفتُ أخيرًا على ابنه أسامة، وهو أستاذ متخصِّص في الصيدلة وباني مؤسَّسات صحِّية، فأدركتُ أن التربية قُدوةٌ وخليقةٌ ما عاد يمكن توريثُها وسط متغيِّرات الزمان إلا إذا كان الوالدُ مثلَ الأستاذ عفيف عبد الفتاح طبَّارة. قبل ثلاثة عقود كنتُ ثائرًا على النُّخبة الدينية والثقافية المسلمة في لبنان، وأرى أنهم كانوا يستطيعون التأثير أكثرَ بكثير ممَّا فعلوا أو قصَدوا. لكنَّني وقد تجوَّلتُ في العالمَين العربي والإسلامي والعالم الأوسَع، وشهدتُّ تأثيرهم الباقي، صرتُ أفتقدهم بشدَّة: أفتقد نديم الجسر، وحسن خالد، وعمر فرُّوخ، وصُبحي المَحْمَصاني، وصُبحي الصَّالح، وطه الوليّ، وهشام نشَّابة… والآن عفيف طبَّارة».[4]
- ووصفه تلميذُه الدكتور أحمد فارس قائلًا: «إنني أتذكر ابتسامة الشيخ طبارة المعهودة التي اتصف بها دائمًا، كان يدخل الصفَّ ويقول: مَن أميرُ الخط هذا اليوم؟ سأكسر الأصابعَ حتى يستويَ خطكم. إضافة إلى أنه صادقٌ في قصده يبتغي بعمله وجهَ الله عزَّ وجل، قال حفظه الله: "لم أكتب للمادَّة (المال) أبدًا، وكانت دائمًا تُراودني الآية الكريمة: {تُريدُونَ عَرَضَ الدُّنيا واللّهُ يُريدُ الآخِرَةَ} [الأنفال: 67]، وقوله تعالى: {وإِنْ خِفتُمْ عَيْلَةً فَسَوفَ يُغْنِيكُمُ اللّهُ مِنْ فَضْلِهِ} [التوبة: 28]. فالعالِمُ إذا اشتغل للمادَّة سقط، والله لا يوفقه، لا بدَّ له من ابتغاء وجه الله عزَّ وجل"».[2]
- ووصف الأستاذ محمد خير رمضان يوسف أسلوبَه في مؤلفاته بقوله: «وهو ذو أسلوب رصين، وقوة في العبارة، وقدرة على التركيب، ويجمع بين الإيجاز والسهولة وإعطاء الموضوع حقه من البحث والحُجج والدلائل، وقد لقيت كتبه رواجًا كبيرًا، ووُزِّعت على نطاق واسع، وتكررت طبعاتها».[5]

## تكريمه
أقيم له حفلُ تكريم في المركز الثقافي الإسلامي ببيروت، بتاريخ 28 ذي الحِجّة 1430هـ الموافق 15 كانون الأول 2009م.

## وفاته
توفي عفيف طبَّارة في بيروت، يوم الثلاثاء 3 صفر 1444هـ الموافق 30 أغسطس (آب) 2022م، عن عمر زاد على مئة عام هجري، وصُلِّي عليه في اليوم التالي الأربعاء 4 صفر 1444هـ في مسجد البسطة التحتا، ودُفن في جبَّانة الباشورة.

## وصلات خارجية
- لبنان تودع الشيخ عفيف طبارة العالم والمفكر الكبير- القناة التاسعة